# START (아이우치 리나의 노래)
〈START〉(스타트, スタート 스타토[*])는 가수 아이우치 리나의 열일곱 번째 싱글이다.

## 개요
초회특전으로 명탐정 코난의 일러스트 카드가 봉입됐다. 그 양면에 특설 사이트 ID와 패스워드가 기재되고, PC 컨텐츠에서는 〈START〉 스크린 세이버. 모바일 컨텐츠에서는 〈Ready Go!〉 착성, 〈START〉 PV 제작 에피소드를 보였다.

## 수록곡
| #            | 제목                     | 작사          | 작곡         | 편곡  | 재생 시간 |
| ------------ | ------------------------ | ------------- | ------------ | ----- | --------- |
| 1.           | 〈START〉                | 아이우치 리나 | 오노 아이카  | 4:03  |           |
| 2.           | 〈Lavender Rain〉        | 아이우치 리나 | 테루카도     | 4:29  |           |
| 3.           | 〈キラキラ 반짝반짝〉    | 아이우치 리나 | corin.       | 4:49  |           |
| 4.           | 〈START〉 (instrumental) |               | 오노 아이카  | 4:02  |           |
| 총 재생 시간 | 총 재생 시간             | 총 재생 시간  | 총 재생 시간 | 17:23 |           |

## 미디어에서의 사용
START
- 요미우리 TV  애니메이션 《명탐정 코난》 열네 번째 여는 곡

| TV 애니메이션 《명탐정 코난》 여는 곡 2004년 4월 12일 (356회) ~ 2005년 3월 21일 (393회) |                         |                                   |
| 이전 곡: 사에구사 유카 인 데시벨 〈그대와 약속했던 아름다운 그곳까지〉                  | 아이우치 리나 〈START〉 | 다음 곡: ZARD 〈별의 반짝임이여〉 |